# Strüth
Strüth ist eine Ortsgemeinde im Rhein-Lahn-Kreis in Rheinland-Pfalz. Sie gehört der Verbandsgemeinde Nastätten an.

## Geographie
Strüth liegt im Taunus und gehört mit den angrenzenden Ortschaften Welterod und Lipporn zur Vogtei.

## Geschichte
Etwa im Jahr 1117 übertrug der vermutliche Stammvater des Hauses Nassau, Graf Dudo von Laurenburg, Güter zu Lipporn der Benediktinerabtei St. Salvator in Schaffhausen zur Errichtung eines Männerklosters in Lipporn. 1125 stiftete sein Nachfolger Graf Ruprecht von Laurenburg das Frauenkonvent Schönau in Strüth. Beide wurden später zu einem Doppelkloster zusammengefasst. 1541 bis 1544 erfolgte die Einführung der Reformation in Strüth, Welterod und Lipporn. Das Kloster Schönau blieb aber katholisch. 1606 wurde der Frauenkonvent aufgelöst. Während des Dreißigjährigen Krieges wurden Kloster und Ort mehrfach geplündert.
Im Zuge der Säkularisation 1802 wurde auch der Männerkonvent aufgelöst, Kloster und Ort kamen in den Besitz des Herzogtums Nassau, das 1866 vom Königreich Preußen annektiert wurde. Nach dem Ersten Weltkrieg befand sich der Ort während der alliierten Rheinlandbesetzung in einem schmalen Korridor zwischen den rechtsrheinischen Brückenköpfen der Amerikaner um Koblenz und der Franzosen um Mainz. Das Gebiet bestand bis zur militärischen Besetzung durch Frankreich im Jahr 1923 als sogenannter Freistaat Flaschenhals. Vom 9. auf den 10. August 1942 fiel bei einem englischen Fliegerangriff eine Vielzahl von Brandbomben außerhalb von Strüth auf ein unbewohntes Gebiet. Im März 1945 wurde der Ort von amerikanischen Truppen erobert. Von 1947 bis 1974 besiedelten Prämonstratenser, Vertriebene des Stiftes Tepl in Böhmen, das Kloster Schönau. 1986 verließen auch die letzten Dernbacher Schwestern das Kloster.

## Politik

### Gemeinderat
Der Gemeinderat in Strüth besteht aus acht Ratsmitgliedern, die bei der Kommunalwahl am 9. Juni 2024 in einer Mehrheitswahl gewählt wurden, und dem ehrenamtlichen Ortsbürgermeister als Vorsitzendem. In der Wahlperiode 2014–2019 gehörten dem Gemeinderat vorübergehend nur sechs Ratsmitglieder an.

### Bürgermeister
Ortsbürgermeister von Strüth ist Heiko Koch. Bei der Direktwahl am 26. Mai 2019 wurde er mit einem Stimmenanteil von 87,29 % und am 9. Juni 2024 als einziger Bewerber mit 81,4 % jeweils für fünf Jahre wiedergewählt.

### Wappen
| Wappen von Strüth | Blasonierung: „In Gold ein blauer Wellenfaden. Vorn ein dreiblättriger grüner Eichenzweig mit zwei roten Eicheln. Hinten ein blau bewehrter und blau gezungter Löwe, begleitet von roten Schindeln (oben zwei, unten eine), zwischen den Pranken ein gestürzter schwarzer Pfeil.“ |
| Wappen von Strüth | |

## Religion
Im Februar 2018 haben sich die zehn ehemals selbständigen Pfarreien St. Martin (Osterspai), St. Margaretha (Filsen), St. Nikolaus (Kamp-Bornhofen), St. Jakobus der Ältere (Dahlheim), St. Georg (Kestert), St. Martin (Wellmich), St. Johannes der Täufer (St. Goarshausen), St. Nikolaus (Kaub), St. Peter und Paul (Nastätten) sowie St. Florin (Strüth)  zu der der neu gegründeten römisch-katholischen Pfarrei „Heilige Elisabeth von Schönau“ mit Sitz in Kamp-Bornhofen zusammengeschlossen, sie gehört zum Bistum Limburg.

## Kultur und Sehenswürdigkeiten
- Kloster Schönau
- Kirche des heiligen Florin

Siehe auch: Liste der Kulturdenkmäler in Strüth

## Personen
- Eckbert von Schönau (um 1120–1184), Abt
- Elisabeth von Schönau (1129–1164), Heilige